# Toms Skujiņš
Toms Skujiņš (Sigulda, 15 juni 1991) is een Lets wielrenner die sinds 2018 rijdt voor Trek-Segafredo.

## Carrière
In de wegwedstrijd op de Olympische Spelen in Rio de Janeiro eindigde Skujiņš op plek 59, op twintig minuten van winnaar Greg Van Avermaet. In 2018 werd hij voor het eerst in zijn carrière Lets kampioen tijdrijden. Dit kunstje herhaalde hij in 2021, 2022 en 2023.

## Overwinningen
2013
2e etappe Ronde van Blida
3e etappe Vredeskoers, Beloften
Eindklassement Vredeskoers, Beloften
 Lets kampioen op de weg, Beloften
2014
2e en 5e etappe Tour de Beauce
Eind-, punten- en jongerenklassement Tour de Beauce
2015
3e etappe Ronde van Californië
Winston-Salem Cycling Classic
2016
5e etappe Ronde van Californië
2017
2e etappe Internationale Wielerweek
2018
Trofeo Lloseta-Andratx
3e etappe Ronde van Californië
Bergklassement Ronde van Californië
 Lets kampioen tijdrijden, Elite
Ronde van de Drie Valleien
2019
 Lets kampioen op de weg, Elite
2021
 Lets kampioen tijdrijden, Elite
 Lets kampioen op de weg, Elite
2022
Bergklassement Ronde van Romandië
 Lets kampioen tijdrijden, Elite
2023
 Lets kampioen tijdrijden, Elite
2025
 Lets kampioen tijdrijden, Elite
 Lets kampioen op de weg, Elite

## Resultaten in voornaamste wedstrijden
| Jaar | Ronde van Italië | Ronde van Frankrijk | Ronde van Spanje |
| ---- | ---------------- | ------------------- | ---------------- |
| 2016 |                  |                     |                  |
| 2017 |                  |                     | 123e             |
| 2018 |                  | 82e                 |                  |
| 2019 |                  | 81e                 |                  |
| 2020 |                  | 81e                 |                  |
| 2021 |                  | 71e                 |                  |
| 2022 |                  | 61e                 |                  |
| 2023 | 31e              |                     |                  |
| 2024 |                  | 45e                 |                  |
| 2025 |                  | 95e                 |                  |

| Jaar | Milaan-San Remo | Gent-Wevelgem | Ronde van Vlaanderen | Parijs-Roubaix | Amstel Gold Race | Luik-Bast.‑Luik | Ronde van Lombardije | Strade Bianche | Waalse Pijl | Clásica San Sebastián |  | WK op de weg |  | Wereldranglijsten |
| ---- | --------------- | ------------- | -------------------- | -------------- | ---------------- | --------------- | -------------------- | -------------- | ----------- | --------------------- |  | ------------ |  | ----------------- |
| 2016 |                 |               | 55e                  |                | 67e              | 38e             |                      |                | 147e        |                       |  |              |  |                   |
| 2017 | 82e             |               |                      |                | 125e             | 107e            |                      | 75e            | 134e        |                       |  |              |  | 436e (UWT)        |
| 2018 |                 |               |                      |                | 40e              | 88e             | 44e                  |                | 104e        | 13e                   |  | 62e          |  | 138e (UWT)        |
| 2019 | 83e             |               |                      |                | 23e              | 26e             | 43e                  | 9e             | 62e         | 13e                   |  | 21e          |  | 96e (UWR)         |
| 2020 |                 | 86e           | 81e                  |                |                  | 35e             |                      | opgave         | 40e         |                       |  | 29e          |  |                   |
| 2021 | 75e             |               |                      | 43e            | 86e              | 22e             | 27e                  | 45e            | 49e         |                       |  | 60e          |  |                   |
| 2022 | 88e             |               | 97e                  | opgave         | 28e              |                 |                      | 16e            |             | 7e                    |  |              |  |                   |
| 2023 | 88e             | 51e           |                      |                | 28e              |                 |                      | 17e            |             | 6e                    |  | 8e           |  |                   |
| 2024 | 32e             |               | 10e                  |                | 39e              | 48e             | 96e                  | ↑              | 12e         |                       |  | 4e           |  |                   |
| 2025 |                 | 46e           | 37e                  |                | 39e              |                 |                      | 12e            |             | 43e                   |  |              |  |                   |

## Ploegen
- 2011 –  La Pomme Marseille
- 2012 –  La Pomme Marseille
- 2013 –  Rietumu-Delfin
- 2014 –  Hincapie Sportswear Development Team
- 2015 –  Hincapie Racing Team
- 2016 –  Cannondale-Drapac Pro Cycling Team[1]
- 2017 –  Cannondale Drapac Professional Cycling Team
- 2018 –  Trek-Segafredo
- 2019 –  Trek-Segafredo
- 2020 –  Trek-Segafredo
- 2021 –  Trek-Segafredo
- 2022 –  Trek-Segafredo
- 2023 –  Trek-Segafredo
- 2024 –  Lidl-Trek
- 2025 –  Lidl-Trek

Brennan · Bryon · Carpenter · Clark · Flaksis · Hornbeck · Hough · Lewis · Magner · Schmalz · Skujiņš · Smith · Squire
van Baarle · Bauer · Bettiol · Bevin · Breschel · Brown · Cardoso · Clarke · Craddock · Dombrowski · Formolo · Gaimon · Howes · King · Koren · Langeveld · Marangoni · Moser · Mullen · Navardauskas · Rolland · Skjerping · Skujiņš · Slagter · Talansky · Urán · Villella · Wippert · Woods · Zepuntke · Dibben (stagiair)
van Baarle · Bettiol · Bevin · Brown · Canty · Carthy · S. Clarke · W. Clarke · Craddock · Dombrowski · Formolo · Howes · Koren · Langeveld · Mullen · Phinney · Rolland · Scully · Skujiņš · Slagter · Talansky · Urán · Van Asbroeck · Vanmarcke · Villella · Wippert · Woods · Monk (stagiair)
Alafaci · Beppu · Bernard · Brambilla · Brändle · Conci · Daniel · Degenkolb · Didier · Eg · Felline · Frame · Gogl · Grmay · Guerreiro · Irizar · de Kort · Mollema · Mullen · Nizzolo · Pantano · Pedersen · van Poppel · Rast · Reijnen · Skujiņš · Stetina · Stuyven
Beppu · Bernard · Brambilla · Ciccone · Clarke · Conci · Degenkolb · Eg · Felline · Frame · Gogl · Irizar (actief t/m 3 augustus) · Kirsch · de Kort · Mollema · Mosca (vanaf 1 augustus) · Moschetti · Mullen · Pantano · Pedersen  · Porte · Reijnen · Skujiņš · Stetina · Stuyven · Theuns · Debeaumarché (stagiair) · López (stagiair) · Quarterman (stagiair)
Bernard · Brambilla · Ciccone · Clarke · Conci · De Kort · Eg · Elissonde · Kamp · Kirsch · Liepiņš · López · Mollema · Mosca · Moschetti · Mullen · A. Nibali · V. Nibali · Pedersen  · Porte · Quarterman · Reijnen · Ries · Simmons · Skujiņš · Stuyven · Theuns · Weening (vanaf 5 juni) · Fancellu (stagiair) · Skjelmose Jensen (stagiair) · Tiberi (stagiair)
Bernard · Brambilla · Ciccone · Conci · Eg · Egholm · Elissonde · Gebreigzabhier · Kamp · Kirsch · De Kort  · Liepiņš · López · Mollema · Mosca · Moschetti · Mullen · A. Nibali · V. Nibali · Pedersen · Quarterman · Reijnen · Ries · Simmons · Skjelmose Jensen · Skujiņš · Stuyven · Theuns · Tiberi · Baroncini (stagiair) · Hellemose (stagiair) · Hoole (stagiair)
Aberasturi · Baroncini · Bernard · Brambilla · Brustenga · Cataldo · Ciccone · Egholm · Elissonde · Gallopin · Gebreigzabhier· Hellemose · Hoelgaard · Hoole · Kamp · Kirsch · Liepiņš · López · Mollema · Mosca · Moschetti · Pedersen · Pellaud · Simmons · Skjelmose Jensen · Skujiņš · Stuyven · Theuns · Tiberi · Tolhoek · Vergaerde · Nys (stagiair) · Vacek (stagiair)
Aberasturi · Baroncini · Bernard · Brustenga · Cataldo · Ciccone · Elissonde · Gallopin · Gebreigzabhier · Hellemose · Hoelgaard · Hoole · Kirsch · Liepiņš · López · Mollema · Mosca · Nys · Mad.Pedersen · Simmons · Skjelmose · Skujiņš · Stuyven · Tesfatsion · Theuns · Tiberi (tot 28/4) · Tolhoek · Vacek · Vergaerde · Aebersold (stagiair) · Mar.Pedersen (stagiair) · Teutenberg (stagiair)
Bagioli · Bernard · Cataldo · Ciccone · Consonni · Declercq · Felline · Geoghegan Hart · Ghebreigzabhier · Gibbons · Hoole · Kirsch · Konrad · López · Milan · Mollema · Mosca · Nys · Oomen · Pedersen · Simmons · Skjelmose · Skujiņš · Stuyven · Tesfatsion · Theuns · Vacek · Vergaerde · Verona · Ronhaar (stagiair)
- Nationale Bibliotheek van Letland: 000296577
- Virtual International Authority File: 8110160546934210240008